# Whiting Rocks
Die Whiting Rocks sind drei Klippenfelsen vor der Graham-Küste des Grahamlands auf der Antarktischen Halbinsel. Im Wilhelm-Archipel liegen sie 800 m südlich von The Barchans in der Gruppe der Argentinischen Inseln.
Das UK Antarctic Place-Names Committee benannte sie 1971 nach Colin Stuart Whiting (* 1944), Vermessungsassistent der hydrographischen Einheit an Bord der Endurance in diesem Gebiet im Februar 1969.